# Košeca
Košeca (allemand : Koschitz im Waagtal, hongrois : Kasza) est un village de Slovaquie situé dans la région de Trenčín.

## Histoire
La première mention écrite du village date de 1272.

## Démographie

### Évolution de la population
| Année:               | 1994. | 2004.   | 2014.   | 2024.    |
| -------------------- | ----- | ------- | ------- | -------- |
| Nombre de personnes: | 2434  | 2474    | 2564    | 2826     |
| Différence:          |       | +1,64 % | +3,63 % | +10,21 % |

| Année:               | 2023. | 2024.   |
| -------------------- | ----- | ------- |
| Nombre de personnes: | 2830  | 2826    |
| Différence:          |       | -0,14 % |